# 루나 러브굿
루나 러브굿(Luna Lovegood)은 《해리 포터》 시리즈의 등장인물로, 《해리 포터와 불사조 기사단》에서 처음으로 등장한다. 해리 포터보다 한 학년 아래로, 래번클로 소속이다.
주황색 순무 귀걸이를 하고 다니는 등 독특한 모습으로 묘사되었다. 약간 특이한 사고방식과 언행으로 주변 사람들에게 대체로 이상한 사람 혹은 미친 사람으로 취급당하는 일이 많지만, 그녀는 다른 사람들을 그다치 개의치 않는다. 래번클로 기숙사 소속이지만 래번클로에는 친구가 전혀 없으며, 해리 포터와 네빌 롱바텀, 헤르미온느 그레인저, 지니 위즐리, 론 위즐리의 친구이다. 아버지 제노필리우스 러브굿은 잡지 《이러쿵 저러쿵》의 편집장이다. 《이러쿵 저러쿵》에는 황당무계한 내용이 실리는 경우가 많지만, 러브굿 가족은 잡지를 진지하게 믿는다. 나중에 뉴트 스캐맨더의 손자인 롤프 스캐맨더와 결혼하여 쌍둥이 아들인 롤란 스캐맨더와 라이산더 스캐맨더의 어머니가 된다.
그녀의 눈에는 죽음을 경험한 자들만이 볼 수 있는 아픔을 느끼는 특별한 재능이 있는데, 독특하며 신비로운 분위기가 무척이나 잘 맞아 기이한 느낌을 준다.
루나가 처음으로 등장하는 영화 《해리 포터와 불사조 기사단》에서 루나의 역할은 이반나 린치(Evanna Lynch)가 맡았다. 롤링은 자신의 웹사이트에서 이반나 린치가 이 역할에 완벽하다고 표현하였다.